# Kayadibi, Aksu
Kayadibi là một xã thuộc huyện Aksu, tỉnh Antalya, Thổ Nhĩ Kỳ. Dân số thời điểm năm 2011 là 243 người.